# Джомо Соно
Ефрейм Матсілела Соно (англ. Ephraim Matsilela Sono), більш відомий як Джомо Соно (англ. Jomo Sono, нар. 17 липня 1955, Совето) — південноафриканський футболіст, що грав на позиції нападника. По завершенні ігрової кар'єри — тренер. В даний час є одночасно власником і головним тренером клубу «Джомо Космос». Посів 49-е місце в списку 100 великих південноафриканців, складеному в 2004 році.

## Ігрова кар'єра
Народився в селищі недалеко від Йоганнесбурга. Коли йому було вісім років, його батько Ерік Соно, який був півзахисником команди «Орландо Пайретс» на початку 1960-х років, помер в результаті автомобільної аварії. Незабаром після цього його мати залишила Джомо. Соно був залишений на піклування своїм бабусям і дідусям. Так як вони були дуже бідні, то йому довелося вдатися до продажу яблук і горіхів на футбольних іграх і на вокзалах, щоб заробити, купити їжу для своїх бабусь і дідусів і платити за своє навчання.
Початок футбольної кар'єри Соно мав незвичайний характер: він виходив на поле, коли який-небудь один з постійних гравців «Орландо Пайретс» був відсутній. Незабаром він отримав популярність завдяки дриблінгу і навичок точних пасів. В той час він і отримав прізвисько Джомо (що означає «палаючий спис») від фанатів «Орландо», які бачили в ньому такі ж лідерські якості, як і у Джомо Кеніата, який у той час обіймав посаду президента Кенії.
Після того, як Соно досяг усього, що хотів зробити в «Пайретс», Соно відправився в США. У 1977 році грав за «Нью-Йорк Космос», де одним з його товаришів по команді був легендарний Пеле. Наступного року він перейшов у «Колорадо Карібус». В кінці сезону він став гравцем клубу «Атланта Чіфс», де Соно виступав з іншого південноафриканською зіркою того часу, Кайзером Мотаунгом. Соно завершив свій виступ у Північній Америці, виступаючи за канадський «Торонто Бліззард» з 1980 по 1982 року. У складі «Торонто Бліззард» був одним з головних бомбардирів команди, маючи середню результативність на рівні 0,39 голу за гру першості. Завершив професійну кар'єру футболіста виступами за команду «Торонто Бліззард» у 1982 році.

## Кар'єра тренера
Після завершення кар'єри футболіста Соно повернувся в Південну Африку і придбав клуб «Хайлендс Парк» в 1982 році, пізніше перейменувавши його в «Джомо Космос».
За час його володіння клуб вигравав турніри: Національну футбольну лігу у 1987 році, Кубок Кока-Коли у 2002 році, Супер Вісімку у 2003 році, а також тривалий час закінчував у числі топ-команд у Вищій Футбольній Лізі.
Соно брав на себе провідну роль у знаходженні та розробці нових футбольних талантів, переважно з сільської місцевості. Деякі з гравців, яких він набрав, виступали за збірну ПАР і грали за європейські клуби, такі як Філ Масінга, Хелман Мкалеле, Сізве Мотаунг і Марк Фіш. Його новобранці сформували ядро південноафриканської команди, яка виграла Кубок африканських націй 1996 року, а Соно був тоді технічним консультантом головного тренера Клайва Баркера.
У 1998 році був призначений виконуючим обов'язки тренера збірної ПАР незадовго до Кубка африканських націй 1998 у Буркіна-Фасо. Під керівництвом Соно команда дійшла до фіналу, де програла збірній Єгипту з рахунком 0:2.
Після невтішних показників збірної на Кубку африканських націй 2002 року у Малі Соно знову був призначений технічним директором у збірній. Пізніше головний тренер Карлуш Кейрош подав у відставку і Джомо знову був призначений виконувачем обов'язків тренера перед чемпіонатом світу 2002 року у Південної Кореї і Японії.
Під час «мундіалю» збірна ПАР не змогла пройти групову стадію, але зуміла забити 5 голів, домогтися перемоги над Словенією, нічиї з Парагваєм і мінімально поступитися одному з фаворитів чемпіонату — Іспанії. Капітан збірної, Лукас Радебе, говорив, що Соно прищепив добрий дух всередині команди і забезпечив вельми позитивну атмосферу під час чемпіонату світу.
Соно є найтривалішим тренером у Прем'єр-лізі ПАР, а також входить до складу її правління. Він має репутацію успішного бізнесмена, який володіє низкою підприємств і є головою багатьох компаній. 22 жовтня 2009 року було оголошено, що він повернувся в Футбольну асоціацію Південної Африки. Наступного дня він обійняв посаду технічного директора.

## Особисте життя
Одружений і має 4 дітей (2 дочки, 2 сина). Обидва сини Бамуза Соно та Матсілеле Соно (нар. 1992), грали у команді батька «Джомо Космос».

## Титули і досягнення
Гравець
- Переможець Північноамериканської футбольної ліги (1):

«Нью-Йорк Космос»: 1977
Тренер
- Срібний призер Кубка африканських націй: 1998